# 平賀翔太
平賀 翔太（ひらが しょうた、1990年4月10日 - ）は長野県出身の元陸上競技選手。専門は長距離種目。佐久長聖高校、早稲田大学基幹理工学部卒業。富士通を経て現在は住友電工所属。

## 人物･略歴
- 駅伝の名門･佐久長聖高校の出身。同学年の村澤明伸(東海大学→日清食品グループ)、1学年下の大迫傑(早稲田大学→ナイキ・オレゴン・プロジェクト)など強力なチームメイトがいた。3年時には全国高校駅伝に出走し、4区で区間2位(日本人トップ)の好走。平賀･村澤･大迫らの活躍で、佐久長聖高校は初の優勝を果たした[2]。

- 大学は佐久長聖高校の同期である佐々木寛文とともに早稲田大学に進学。大学三大駅伝(出雲駅伝・全日本大学駅伝・箱根駅伝)に4年間でフル出場するなどチームの主力として活躍した。特に2年時の2010年度シーズンには、出雲駅伝・全日本大学駅伝それぞれで最終区間を担当し優勝のゴールテープを切り、箱根駅伝ではエース区間2区で1時間07分台の好走を見せるなど、早稲田大学の大学駅伝三冠に貢献した。

- 大学卒業後は佐久長聖高校の同期である千葉健太とともに富士通に入社。入社1年目の東日本実業団駅伝(ニューイヤー駅伝東日本地区予選)では6区を担当し区間賞を獲得。本戦となる2014年ニューイヤー駅伝ではルーキーながらエース区間の4区を担当した。(区間12位)

- 2016年9月に富士通を退社[3]。早稲田大学時代の師である渡辺康幸(元早稲田大学駅伝監督)が監督を務める住友電工に移籍。
- 2021年2月28日に行われた第76回びわ湖毎日マラソンを以って陸上競技を引退。[4]

## 自己ベスト
- 5000m :13分45秒83
- 10000m ：28分41秒42
- ハーフマラソン : 1時間02分08秒
- マラソン : 2時間16分30秒

## 主な戦績

### 大学三大駅伝
| 学年             | 出雲駅伝                    | 全日本大学駅伝              | 箱根駅伝                         |
| ---------------- | --------------------------- | --------------------------- | -------------------------------- |
| 1年生 (2009年度) | 第21回 6区-区間4位 30分05秒 | 第41回 4区-区間3位 42分06秒 | 第86回 3区-区間4位 1時間03分27秒 |
| 2年生 (2010年度) | 第22回 6区-区間賞 30分00秒  | 第42回 8区-区間3位 58分24秒 | 第87回 2区-区間4位 1時間07分50秒 |
| 3年生 (2011年度) | 第23回 6区-区間6位 30分25秒 | 第43回 8区-区間5位 59分52秒 | 第88回 2区-区間5位 1時間08分47秒 |
| 4年生 (2012年度) | 第24回 6区-区間5位 30分32秒 | 第44回 8区-区間4位 58分38秒 | 第89回 2区-区間6位 1時間11分02秒 |

### その他駅伝
| 年   | 大会                                   | 区間 | 区間順位           | 記録          | チーム順位         |
| ---- | -------------------------------------- | ---- | ------------------ | ------------- | ------------------ |
| 2008 | 第59回全国高等学校駅伝競走大会         | 4区  | 区間2位(日本人1位) | 23分34秒      | 佐久長聖高校初優勝 |
| 2009 | 第14回全国都道府県対抗男子駅伝競走大会 | 4区  | 区間賞             | 14分28秒      | 長野県優勝         |
| 2013 | 第54回東日本実業団対抗駅伝競走大会     | 6区  | 区間賞             | 30分32秒      | 富士通3位通過      |
| 2014 | 第58回全日本実業団対抗駅伝競走大会     | 4区  | 区間12位           | 1時間05分22秒 | 富士通6位入賞      |